# Opogona masoalella
Opogona masoalella är en fjärilsart som beskrevs av Pierre E.L. Viette 1955. Opogona masoalella ingår i släktet Opogona och familjen äkta malar.
Artens utbredningsområde är Madagaskar. Inga underarter finns listade i Catalogue of Life.